# Nikolai Nikolajewitsch Karetnikow
Nikolai Nikolajewitsch Karetnikow (russisch Николай Николаевич Каретников, wiss. Transliteration Nikolaj Nikolaevič Karetnikov; geboren 28. Juni 1930 in Moskau; gestorben 9. Oktober 1994 ebenda) war ein sowjetisch-russischer Komponist der Nachkriegsavantgarde. Er war einer der großen Vertreter der russischen Postmoderne und wird zur „sogenannten Untergrund-Alternative oder nonkonformistischen Gruppe“ der sowjetischen Musik gezählt.

## Leben
Nikolai Karetnikow wurde 1930 in Moskau geboren. Er begann seine Karriere im Jahr 1949. Er absolvierte das Moskauer Konservatorium (1953) in der Klasse von Wissarion J. Schebalin. Nach dem Studium nahm er Unterricht bei dem Berg- und Webern-Schüler Philip Herschkowitz (1906–1989). Sein eigener Stil basierte seit 1957 auf Schönbergs Zwölftonmusik. Im Gegensatz zu seinen Kollegen blieb Karetnikow für den Rest seines Lebens ein überzeugter Anhänger der „klassischen“ Dodekaphonie und entwickelte auf dieser Grundlage seinen eigenen Stil.
Seine erste Filmkomposition war für den sowjetischen Kurzspielfilm Der Hirt (russ. Пастух / Pastuch) 1957, eine Adaption der gleichnamigen Erzählung von Michail Scholochow. Er schrieb mehrere Ballette und Opern, fünf Sinfonien (von denen die 4. herausragt), zahlreiche Kammermusikstücke, geistliche Lieder Theatermusiken (für über vierzig Stücke), sowie Musik für Spiel- und Animationsfilme. Seit 1958 arbeitete er im Filmbereich.
Zu seinen Hauptwerken zählt die Oper Till Eulenspiegel (russ. Тиль Уленшпигель / Til Ulenschpigel) in einer Art Verschmelzung vieler Opernarten, die als die „beste russische Oper seit Schostakowitschs Lady Macbeth“ bezeichnet wurde.
Seine verstärkte Zuwendung zu religiös-spirituellen Idealen spiegelte sich in der Entstehungsgeschichte seines Werkes Das Mysterium des Apostels Paulus wider. Das Opern-Oratorium in zehn Akten über die Missionstätigkeit und den Tod des Apostels Paulus in Rom während der Herrschaft des Kaisers Nero entstand zwischen 1970 und 1987 nach dem Libretto, das der Komponist zusammen mit dem Dramatiker Semion Lungin unter der geistlichen Leitung des russisch-orthodoxen Religionsphilosophen und Priesters Alexander Men (1935–1990) geschrieben hatte. Die (konzertante) Uraufführung fand am 5. August 1995 in der Marktkirche in Hannover statt.
Karetnikow wandte sich der Schaffung orthodoxer geistlicher Musik im Zusammenhang mit seiner filmischen Arbeit zu (insbesondere an dem Film Die Flucht (russ. Бег / Beg), nach dem Theaterstück Die Flucht des sowjetischen Schriftstellers Michail Bulgakow), er schuf den weithin aufgeführten Zyklus der Sechs geistliche Gesänge (1993).
Karetnikow hinterließ Memoiren, die vor allem in seinem Buch Thema mit Variationen gesammelt sind.
Karetnikow starb am 9. Oktober 1994 in Moskau und ist auf dem Kunzewoer Friedhof begraben.

## Hauptwerke
Opern
- Till Eulenspiegel.[14] Singspiel in zwei Akten (1965–1985, Libretto Pawel Lungin, Uraufführung: Oktober 1993, Opernhaus Bielefeld, Deutschland) – (nach dem Roman des flämischen Dichters Charles de Coster über den Aufstand der Niederländer gegen die spanische Inquisition)
- Das Mysterium des Apostels Paulus (1970–1987, konzertante Uraufführung: 5. August 1995, Marktkirche, Hannover; russische konzertante Uraufführung: 22. Juni 1996, Großer Saal der St. Petersburger Philharmonie; Uraufführung: 14. April 2010, Konzertsaal des Mariinski-Theaters, St. Petersburg[15])

Ballette
- Vanina Vanini (1960, Produktion: 1962, Bolschoi-Theater)
- Die Geologen (1962)
- Klein Zaches genannt Zinnober (1964–1967, nach dem gleichnamigen Kunstmärchen von E. T. A. Hoffmann; Uraufführung: 1971, Opernhaus Hannover; Uraufführung in Moskau: Das Zaubermäntelchen, inszeniert von W. Wassiljew und N. Kasatkina, Kongresspalast des Kremls)

Chorwerke
- Acht geistliche Lieder für Männerchor. In Erinnerung an Boris Pasternak (1969–1989)
- Hymnen zur katholischen Messe für Chor (1991)
- Sechs geistliche Gesänge für Männerchor (1992)[16] (1. Gebet von St. Ephrem dem Syrer – 2. Bittgebet – 3. Gebet des Simeon – 4. Antiphon „Seligpreisungen“ – 5. Aus dem Propheten Jesaja – 6. Aus den Aussprüchen Christi)

Orchesterwerke
- 1. Sinfonie (1951)
- 2. Sinfonie (1956)
- 3. Sinfonie (1959)
- 4. Sinfonie (1963)
- Konzert für Blasinstrumente (1965)
- Kammersinfonie für neunzehn Instrumente (1968)
- Konzert für Streicher (1992)
- Zweite Kammersinfonie (1994)

Kammermusik
- 10 Stücke, die in der Kindheit geschrieben wurden. Für Klavier (Schulrepertoire) (1943–1946)
- Lento-Variationen. Für Klavier (1960)
- Sonate für Violine und Klavier (1961)
- Streichquartett (1963)
- Kleine Nachtmusik. Quartett für Flöte, Klarinette, Violine und Cello (1969)
- Großes Konzertstück für Klavier (1970)
- Zwei Stücke für Klavier (1978)
- Von Scholem Alejchem. Suite für Ensemble (1985)
- Quintett für Streicher und Klavier (1991)[17]

Theatermusiken
(für über vierzig Theaterproduktionen)
Musik für Spiel- und Animationsfilme
(für über fünfzig Spielfilme)
- Die Flucht (Filmmusik) nach M. Bulgakow
- Das Ende der Lubawins (Конец Любавиных / Konez Ljubawinych) (Filmmusik)

(u. a.)

### Schriften
- Каретников Н. Темы с вариациями: Рассказы. М.: Астрель: Corpus, 2011
  - Nikolaï Karetnikov (trad. Alexis Belelowitch, préf. Anatoly Kim): Thèmes avec variations. Paris, Éditions Horay, coll. « URSS : d'hier à demain », 1990, 198 p. ISBN 2-7058-0207-X